# Astragalus freitagii
Astragalus freitagii är en ärtväxtart som beskrevs av I.Deml. Astragalus freitagii ingår i släktet vedlar, och familjen ärtväxter. Inga underarter finns listade i Catalogue of Life.